# Oera Linda

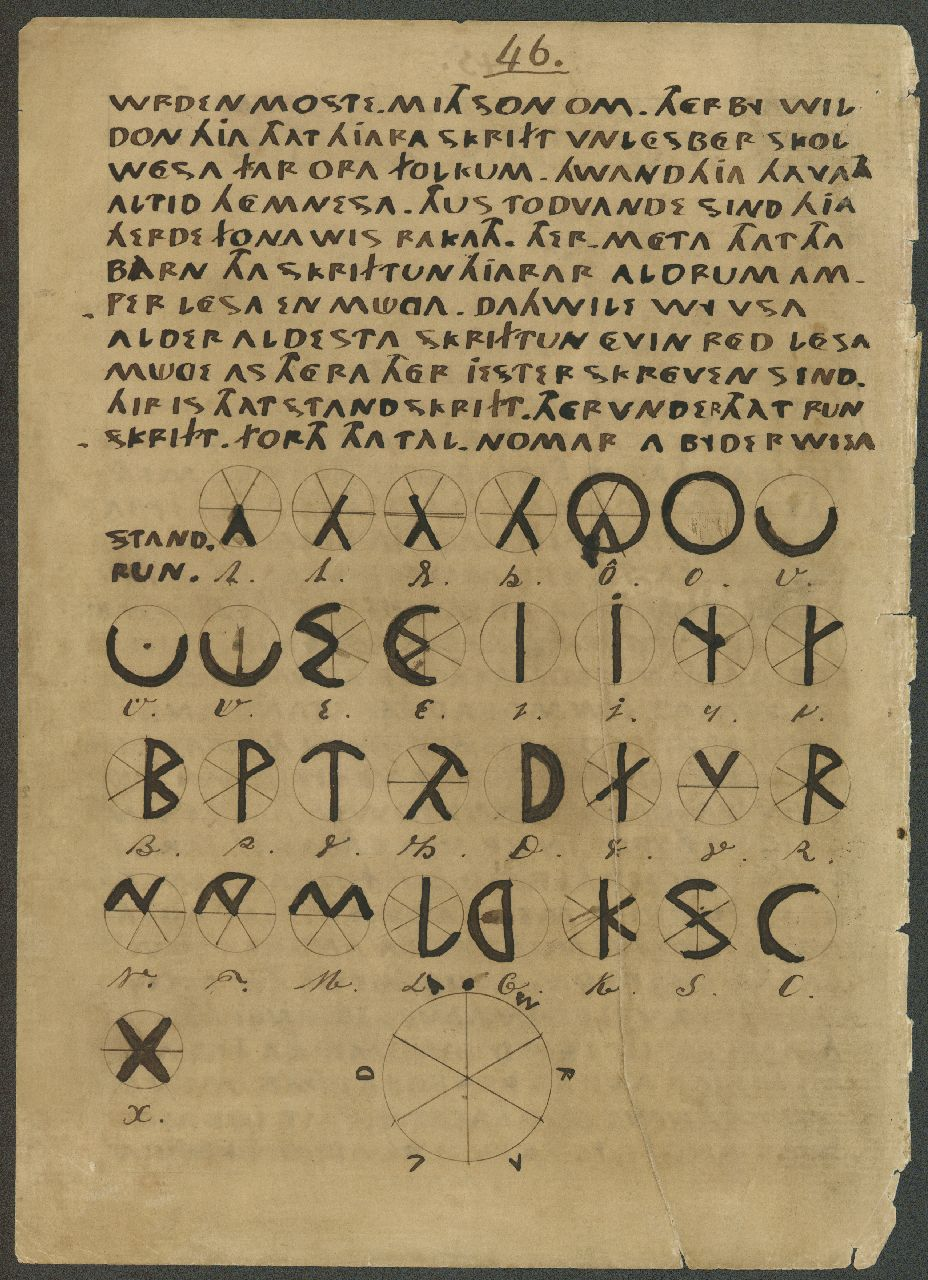
Una pagina del manoscritto

Oera Linda (in frisone antico: Oera Linda Bok, in olandese: Ura-Linda-Chronik, in tedesco: Ura Linda Chronik) è il titolo di un manoscritto in lingua frisone antica che si propone essere una raccolta di informazioni a carattere storico, mitologico e religioso riguardante gli antichi popoli germanici e risalenti ad un periodo storico di quasi tre millenni (dal XXII sec. a.C al IX sec. d.C.).
Per via dei suoi aspetti pseudo antropologici è considerato, dalla maggior parte degli studiosi tedeschi, un falso storico.
Il libro, il cui autore resta tutt'oggi sconosciuto (anche se si sospetta sia opera di François Haverschmidt), ha acquisito una forte notorietà per il suo carattere occulto che, a quanto sembra, influenzò notevolmente la corrente mistica del nazismo, portando alla fondazione dell'Ahnenerbe oltre ad alimentare l'idea dell'esistenza storica della città di Atlantide.

## Storia

### I primi studi
L'opera venne portata per la prima volta all'attenzione del pubblico nel 1867 da Cornelis Over de Linden che la affidò ad Eelco Verwijs, bibliotecario della provincia di Frisia, per effettuare una traduzione. Egli dichiarò di aver ereditato il manoscritto da suo nonno. 
Dopo il fallimento del primo tentativo di traduzione, l'opera passò nelle mani di Jan Gerhardus Ottema che ne effettuò la prima traduzione in olandese. 
Fin dal primo momento in cui fu diffuso il contenuto, l'Oera Linda provocò non poche controversie, complice anche il suo forte anacronismo storico. Nonostante la maggior parte dei giornali dell'epoca lo ritenesse fin da subito un falso, il manoscritto generò un forte interesse tra gli occultisti e gli esoteristi.

### Nella Germania Nazista
A distanza di oltre quarant'anni dalla sua prima traduzione, il libro catturò l'interesse di Herman Wirth, esponente di spicco del movimento tedesco völkisch e cofondatore delle Schutzstaffel. Wirth divenne ossessionato dall'opera, tanto da produrre, nel 1933, una traduzione in Tedesco che soprannominò "La Bibbia Nordica".

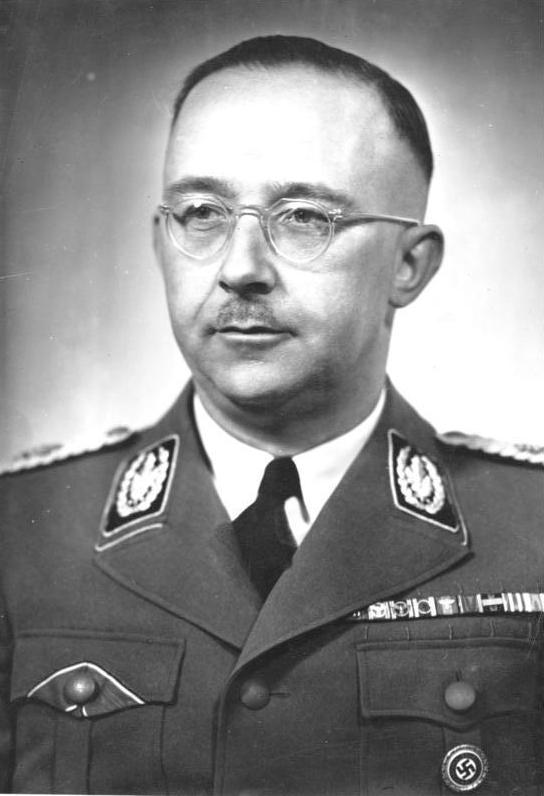
Heinrich Himmler, oltre ad essere un sostenitore dell'autenticità dell'Oera Linda, ne fu anche fortemente influenzato tanto da rafforzare le sue idee sulla razza ariana.

Il 4 maggio del 1934, Wirth arrivò addirittura a tenere una conferenza sul manoscritto all'Università di Berlino, evento che portò, indirettamente, alla fondazione dell'Ahnenerbe da parte di Heinrich Himmler, un'associazione dedicata allo studio antropologico della razza ariana. L'iniziativa catturò, fin da subito, l'interesse sia dello stesso Wirth che di Richard Walther Darré, politico tedesco ed esponente del Partito Nazista.
L'autenticità dell'opera venne appoggiata da Walther Wüst e dal teologo Otto Huth.
Nonostante gli autorevoli apprezzamenti , anche in questo caso il libro fu soggetto a numerose critiche e non fu unanimemente considerato veritiero neanche tra gli esponenti del partito. Alfred Rosenberg screditò completamente il lavoro di Wirth e Gustav Neckel, che inizialmente si mostrò fortemente interessato alla vicenda, finì per valutarla in maniera completamente negativa subito dopo la pubblicazione. Ad influenzare maggiormente la reputazione negativa dell'opera fu l'opinione di Arthur Hübner che, all'epoca, era considerato uno dei più grandi esponenti e studiosi della cultura germanica e ritenne l'opera "completamente artefatta". Il giudizio di Hübner portò ad uno screditamento dell'Ahnenerbe da parte dell'Amt Rosenberg.

### Nell'esoterismo moderno
L'Oera Linda ha acquisito un notevole interesse da parte degli esoteristi moderni come Robert Scrutton, venendo notevolmente allontanata dal pensiero nazionalsocialista. Recentemente ha risvegliato l’interesse di pensatori New Age e Neopagani e viene accostata , molte volte, anche alla stregoneria.
Altri autori che hanno ritenuto autentica l'Oera Linda e ne sono stati profondamente influenzati sono Julius Evola, Miguel Serrano e Aleksandr Dugin.

## Contenuto

### Sezioni

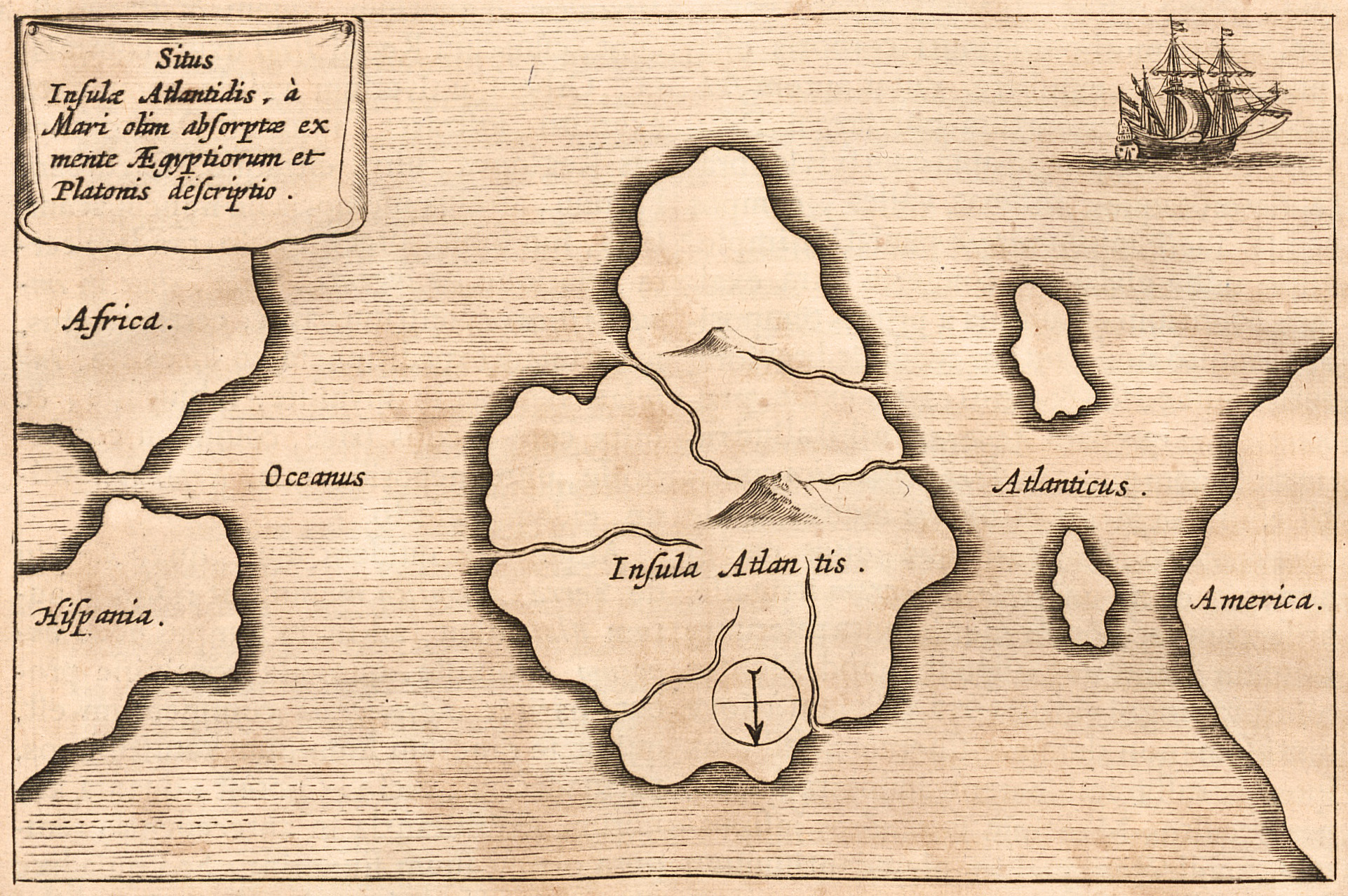
Mappa immaginaria di Atlantide dal Mundus Subterraneus di Athanasius Kircher

L'Oera Linda è divisa in sei sezioni principali, ognuna delle quali divisa in capitoli (in totale 53):
- Lettere
- Il libro dei seguaci di Adela
- Gli scritti di Adelbrost e Apollonia
- Gli scritti di Frêthorik e Wiljow
- Gli scritti di Konerêd
- Frammenti

### Eventi storici
Secondo quanto riportato nel testo la maggior parte dell'attuale territorio europeo fu governato, per buona parte della sua storia, da una forma di governo a stampo matriarcale posto sotto la guida di una gerarchia di sacerdotesse dedite alla venerazione della dea Frya, figlia del Dio creatore Wr-alda e della madre terra (chiamata Jrtha). L'opera afferma, inoltre, che gli antichi Frisoni possedessero un loro alfabeto indipendente dal quale derivassero l'alfabeto greco e quello fenicio.
Stando sempre al contenuto, la prima parte dell'Oera Linda (chiamata Legge di Frya) è stata composta nel 2194 a.C. mentre, la parte più recente, intorno al 1256.
Più della metà dell'opera è composta da Il libro dei seguaci di Adela che sembra essere il testo principale su cui l'intero libro è stato poi scritto. Le ultime due sezioni (Gli scritti di Konerêd e Frammenti) oltre a presentare moltissime lacune, presentano parole (a volte intere frasi) tagliate a metà.
Il manoscritto contiene anche una dettagliata descrizione di una città chiamata Atland (antico nome della città di Atlantide).

## Ipotesi sulla paternità dell'opera

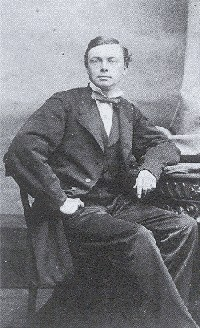
François Haverschmidt, il possibile autore del manoscritto

Tra coloro che non credono nell'autenticità dell'Oera Linda, è stato ipotizzato che gli autori del libro fossero proprio de Linden e Eelco Verwijs. Nonostante questo il principale candidato per la paternità del manoscritto sembra essere il pastore protestante e poeta François Haverschmidt (anche conosciuto con lo pseudonimo di Piet Paaltjens).
Secondo lo storico Goffe Jensma, Haverschmidt (che tra l'altro era amico di Verwijs) avrebbe realizzato l'Oera Linda con l'intento di creare una sorta di parodia dell'epica antica e del linguaggio biblico per prendersi gioco dei nazionalisti frisoni e dei fondamentalisti cristiani fanatici che tendevano ad interpretare la Bibbia in senso letterale. Il suo scopo, sempre secondo Jensma, era quello di creare un temporaneo falso storico per attirare l'attenzione e prendersi gioco dei nazionalisti Frisoni e dei conservatori cristiani che avrebbero dovuto recepire il libro come un prova esemplare per la loro visione fondamentalista del cristianesimo e l'interpretazione letterale della Bibbia. A causa di problemi con il primo tentativo di traduzione, il libro finì, in qualche modo, in mano a Otteman che, non avendo capito che si trattasse di una bufala, lo pubblicò come un vero documento